# Lsjbot
Lsjbot este un program automatizat de creat articole Wikipedia dezvoltat de Sverker Johansson pentru Wikipedia în suedeză. Bot-ul se concentrează în principal pe crearea articolelor despre organismele vii. Soția lui Sverker Johansson este din Filipine, astfel încât bot-ul a creat numeroase articole și pentru Wikipedia în cebuană.
În august 2013, Lsjbot a generat zilnic aproximativ 7200 de articole pentru Wikipedia în suedeză, cele mai multe articole pe zi pentru Wikipedia. Conform The Wall Street Journal, în iulie 2014 Lsjbot a creat deja aproximativ 2,7 milioane de articole pentru  Wikipedia, adică aproximativ 8,5 la sută din  totalul articolelor Wikipedia din momentul respectiv.

## Legături externe
- Codul sursă
- Pagina bot-ului